# 尖同鰭鰩
尖同鰭鰩（學名：Sympterygia acuta），被IUCN列為急危保育類動物，為軟骨魚綱鰩目單鰭鰩科同鰭鰩屬的一種，分布於西南大西洋巴西里約熱內盧到阿根廷拉普拉他河海域，深度10至188公尺，體長可達150公分，棲息在軟底質海域，為底棲性魚類，屬肉食性，卵生, 生活習性不明。